# Битва під Леною
Битва під Леною — битва, що відбулася 31 січня 1208 року, ймовірно, неподалік від селища Кунгслена (нині в комуні Тідагольм лена Вестра-Йоталанд). Це була важлива битва між підтримуваним датчанами шведським королем у вигнанні Сверкером II і принцом Еріком, яка закінчилася повною перемогою останнього.

## Передумови
У період 1150—1250 років йшло сильне суперництво між династією Сверкерів і династією Еріків, які змінювали одна одну на шведському троні. Головний представник династії Еріків Ерік Кнутссон повернувся з вигнання в Норвегії в 1207-08 роках. Між його сім'єю і норвезькою панівною елітою існували родинні зв'язки, але рідкісні джерела того часу не говорять, чи підтримували його норвезькі війська. Сверкер II був змушений втікати в Данію, де він перебував до того, як став королем. Все це говорить про те, що велика частина шведського дворянства відкинула правління Сверкера.
Його родич, данський король Вальдемар Переможний надав Сверкеру військову допомогу, в тому числі чеський загін від тестя Вальдемара, короля Богемії. Основна частина військ однак була зібрана впливовими родичами Сверкера, зведеними братами Сунесенами. Армію очолив Еббе Сунесен, брат архієпископа Андреаса Сунесена. Середньовічні джерела здебільшого оцінюють розмір сил Сверкера від 12 000 до 18 000 чоловік, хоча ці цифри можуть бути сильно перебільшені. Воїнів у Еріка, за пізнішими джерелами, було вдвічі менше, ніж у Сверкера, і їх налічувалося від 7 000 до 10 000 чоловік. Часто вважається, що армія Еріка була частково доповнено норвезькими союзниками. Однак це було поставлено під сумнів норвезьким істориком П. А. Мунком, який вважав малоймовірним, що союзник Еріка, ярл Хокон Божевільний, мав в запасі воїнів, які він міг би надати Еріку, беручи до уваги гострі внутрішні проблеми в Норвегії в той час. На думку ж інших норвезьких істориків, враховуючи те, що в 1207 році в норвезькій громадянській війни наступила перерва, безліч норвезьких воїнів готові були шукати собі службу в інших місцях, чим і скористався Ерік Кнутссон, прийнявши їх до себе.

## Битва
Армія загарбників увійшла у Вестергетланд в середині зими, мабуть, для того, щоб замерзлі озера і річки полегшили пересування військ. Вони зустріли противника в Лені 31 січня 1208 року. Жодне джерело того часу не описує битву в деталях. Ми знаємо тільки, що данські війська зазнали нищівної поразки і що Еббе Сунесен і його брат Ларс були вбиті. Ісландська Книга з Плоского острова стверджує, що «Принц Ерік вбив Еббе Сунесена», можливо, маючи на увазі особисту зустріч на полі бою. Зі шведської сторони, ймовірно, був убитий Кнут Ярл з династії Б'єльбу. Також убитим у рукопашній сутичці був Магнус, можливо, дядько Кнута Ярла Маґнус Міннешельд, батько Біргера. Можливо, шведи використовували зимову погоду в своїх інтересах, позаяк данські лицарі були скуті й уразливі в глибокому снігу.

Пізні шведські та данські сказання, не будучи надійними джерелами, свідчать про враження, яке катастрофічний бій справив на нащадків. Шведський вірш зобразив цю подію як звичайну битву між Швецією і Данією: «Це сталося в Лені / Два данця побігли за одним (шведом) / І від шведських чоловіків / отримали хорошу прочуханку». Данська народна пісня підкреслює обставини для шведів, так як родичі воювали один з одним: «Було боляче стояти в бою / Коли син убив батька». У пісні стверджується, що не більше 55 чоловік врятувалися в кривавій бійні і повернулися в Данії:
|  | Дами стоять на високому балконі, Повернутися чоловіки їх повинні вже давно. Але ось здалися втомлені коні, На спинах їх кров, а в сідлі нікого. |

## Наслідки
Серед небагатьох, що залишилися живими, був Сверкер II, який втік у Данію. Папа виявив інтерес до справи поваленого короля і наказав Еріку Кнутссону допомогти Сверкеру повернути трон. Коли Ерік відмовився задовольнити ці вимоги, Сверкер повернувся зі свого притулку в Данії з новою армією. Це друге вторгнення закінчилося битвою при Єстільрені в липні 1210 року. Цього разу Сверкер був убитий, що забезпечило престол королю Еріку.
Ця битва позначила кінець довгої і кривавої боротьби за шведську корону між двома династіями з 1130 року майже на століття, оскільки лише після смерті Сверкера Карлссона криваві чвари між двома королівськими домами перейшли у більш мирне суперництво.
Ерік Кнутссон помер в 1216 році, коли його мирним шляхом змінив на троні Йохан Сверкерссон, син Сверкера Карлссона. У 1222 році династія Еріків повернула собі корону з Еріком Ерікссоном без жодних серйозних проблем.